# مرجاس أنديزي
مرجاس أنديزي (الاسم العلمي:Auriscalpium andinum) هو نوع من الفطريات يتبع جنس المرجاس من الفصيلة المرجاسية.